# Porta de separació de la Vila de Dins i la Vila de Fora
La Porta de separació de la Vila de Dins i la Vila de Fora és una obra d'Ascó (Ribera d'Ebre) inclosa a l'Inventari del Patrimoni Arquitectònic de Catalunya.

## Descripció
S'hi accedeix pel carrer de Baix, des d'on descendeixen unes antigues escales de pedra de dos trams, que porten a Cal Cavaller. Pany de paret amb un portal d'arc angular de pedra carejada. El mur és fet de pedra irregular lligada amb morter, i es troba rematat amb una filera de teula ceràmica.

## Història
Separava la Vila de Dins, morisca, de la Vila de Fora, cristiana, on estava situada Cal Cavaller.
La Vila d'Ascó tenia dos comunitats, la de Dins (moriscs) i la de Fora (cristians vells). L'any 1595 s'uniren les dues i formaren un cos amb una única universitat [referència: 20 d'octubre de 1595, Capbreu 3, p.7]. A la Vila de Dins hi vivien els moriscs, amb els privilegis donats per Ramon Berenguer IV i conservats fins al 1529 oficialment, en què els fou presa la mesquita.
El 14 de gener de 1594, Fra Jaume de Montcada, Comanador d'Ascó, redactà uns Capítols per ajuntar la "Vila de Dins" amb la "Vila de Fora" d'Ascó, o sigui els moriscos i els cristians: "Mes lo portal de la molinera se haya de mudar y posar a hont convinga y murar tot lo poble que no hage diversitat de dins ni de fora".